# Gustavo Lorenzetti
Gustavo Rubén Lorenzetti Espinoza (Rosário, 10 de maio de 1985) é um ex-futebolista argentino naturalizado chileno que jogava como meia-atacante.

## Carreira

### Rosario Central
Ele começou sua carreira no Rosário Central, onde chegou com apenas 9 anos, em 22 de fevereiro de 2004 estreou como titular, comandado pelo técnico Miguel Ángel Russo.
Ele foi convocado para a Seleção Argentina no início de 2002, chamado por Marcelo Bielsa, como sparring para a equipe principal na sua preparação para a Copa do Mundo de 2002. Já em 28 de setembro de 2003, Miguel Ángel Russo botou ele pra jogar alguns minutos (em Córdoba contra Talleres), até o 22 de fevereiro de 2004 estréia como titular contra o Boca Juniors na cidade de Rosário, no mesmo ano, em 4 de março, Lorenzetti já era um jogador internacional, com apenas 18 anos, entrando para a lista do Rosário Central da Copa Libertadores da América.

### Coquimbo Unido
Em 2006, Gustavo foi emprestado sem opção de compra para o Coquimbo Unido do Chile.

### Universidad de Concepción
Em 2007, Gustavo foi emprestado novamente, só que desta vez com opção de compra, para a U. de Concepción.
Em 2008, a U. de Concepción comprar o passe de Gustavo Lorenzetti.

### Universidad de Chile
Em junho de 2011, Gustavo é anunciado como novo jogador da Universidad de Chile. O jogador foi um dos símbolos da conquista da Sulamericana de 2011, marcando gols importantes, inclusive na final contra a LDU.

## Estatísticas
Até 26 de fevereiro de 2012.

### Clubes
| Clube                     | Temporada         | Campeonato nacional | Campeonato nacional | Copa nacional[a] | Copa nacional[a] | Competições continentais[b] | Competições continentais[b] | Outros torneios[c] | Outros torneios[c] | Total | Total |
| Clube                     | Temporada         | Jogos               | Gols                | Jogos            | Gols             | Jogos                       | Gols                        | Jogos              | Gols               | Jogos | Gols  |
| ------------------------- | ----------------- | ------------------- | ------------------- | ---------------- | ---------------- | --------------------------- | --------------------------- | ------------------ | ------------------ | ----- | ----- |
| Rosário Central           | 2003-04           | 0                   | 0                   | 0                | 0                | 0                           | 0                           | —                  | —                  | 0     | 0     |
| Rosário Central           | 2004-05           | 0                   | 0                   | 0                | 0                | 0                           | 0                           | —                  | —                  | 0     | 0     |
| Rosário Central           | 2005-06           | 3                   | 0                   | 0                | 0                | 0                           | 0                           | —                  | —                  | 3     | 0     |
| Rosário Central           | Total             | 3                   | 0                   | 0                | 0                | 0                           | 0                           | —                  | —                  | 3     | 0     |
| Coquimbo Unido            | 2006              | 18                  | 0                   | 0                | 0                | —                           | —                           | —                  | —                  | 18    | 0     |
| Coquimbo Unido            | Total             | 18                  | 0                   | 0                | 0                | —                           | —                           | —                  | —                  | 18 !0 |       |
| Universidad de Concepción | 2007              | 44                  | 0                   | 0                | 0                | —                           | —                           | —                  | —                  | 44    | 0     |
| Universidad de Concepción | Total             | 44                  | 0                   | 0                | 0                | —                           | —                           | —                  | —                  | 44    | 0     |
| Universidad de Concepción | 2008              | 30                  | 3                   | 0                | 0                | —                           | —                           | —                  | —                  | 30    | 3     |
| Universidad de Concepción | 2009              | 33                  | 2                   | 0                | 0                | —                           | —                           | —                  | —                  | 33    | 2     |
| Universidad de Concepción | 2010              | 13                  | 2                   | 0                | 0                | —                           | —                           | —                  | —                  | 13    | 2     |
| Universidad de Concepción | 2011              | 17                  | 3                   | 0                | 0                | —                           | —                           | —                  | —                  | 17    | 3     |
| Universidad de Concepción | Total             | 93                  | 10                  | 0                | 0                | —                           | —                           | —                  | —                  | 93    | 10    |
| Universidad de Chile      | 2011              | 20                  | 6                   | 0                | 0                | 11                          | 3                           | —                  | —                  | 31    | 9     |
| Universidad de Chile      | 2012              | 11                  | 1                   | 0                | 0                | 0                           | 0                           | —                  | —                  | 11    | 1     |
| Universidad de Chile      | Total             | 31                  | 7                   | 0                | 0                | 11                          | 3                           | —                  | —                  | 42    | 10    |
| Total na carreira         | Total na carreira | 189                 | 17                  | 0                | 0                | 11                          | 3                           | 0                  | 0                  | 200   | 20    |

- a. ^ Jogos da Copa Chile
- b. ^ Jogos da Copa Libertadores e Copa Sul-Americana
- c. ^ Jogos do Jogo amistoso

## Títulos
Universidad de Concepción
- Copa Chile: 2008-09[2]

Universidad de Chile
- Campeonato Chileno (Torneo Apertura e Torneo Clausura): 2011 e 2012
- Copa Sul-Americana: 2011

 Título invicto